# Bruce Holbert
Pour les articles homonymes, voir Holbert.
Bruce Holbert, né le 4 octobre 1959 à Ephrata dans l'État de Washington, est un écrivain américain.

## Biographie
Son père étant employé sur des chantiers, Bruce Holbert déménage 23 fois au cours des six premières années de sa vie avant que sa famille ne s'établisse dans la région du Barrage de Grand Coulee sur lequel son père travaille pendant vingt ans. Il vit aujourd'hui à Nine Mile Falls.

## Œuvres

### Romans
- Animaux solitaires, Gallmeister, 2013 ((en) Lonesome Animals, 2012)
- L’Heure de plomb, Gallmeister, 2016 ((en) The Hour of Lead, 2015)
- Whiskey, Gallmeister, 2019 ((en) Whiskey, 2018), 318 pages,  (ISBN 978-2-3517-8173-9)

## Sur quelques ouvrages

### Whiskey(2018)
L'action se déroule au nord du comté de Lincoln, dans l'État de Washington, dans le nord-ouest des États-Unis, en grande partie dans une tribu d’une réserve, sous le contrôle du Bureau des affaires indiennes (p. 59), à la marge de petites villes comme Wilbur, Creston, Spokane, à la frontière canadienne, entre petites maisons et mobile homes.
Dans les années 1950, Peg (?-1985) et Pork White (?-1991) se fréquentent, se marient, ont deux garçons métissés blancs-indiens, Andre (1958-) et Smoker (1964-)(Fumeur).
Dans les années 1960-1970, la petite sœur Penny se noie, le couple se met à boire puis se sépare. Les deux garçons s'organisent une éducation virile, avec Pork, à la ferme, dans la nature, avec grillades, fugues, bivouacs, sports, chasses, bagarres, points de suture...
Dans les années 1980 (Lamentations), où les Indiens quittent leur réserve surtout pour leurs quatre années de lycée, Andre suit des études à l'Université, puis devient professeur de maths au collège. Il rencontre Claire, il la fait entrer au collège, il l'épouse. Edward, Eddie le Dingue, patron de bar, pourrait presque fermer le sien, depuis qu'Andre ne boit plus. Andre offre une nouvelle cure de désintoxication à son père. Le lecteur découvre Sinkalip (en), autre nom du Coyote-Renard (ou Fripon) de la mythologie Secwepemc. Andre et Claire aident Carl, un lycéen qui devrait pouvoir intégrer une université régionale, pour qu'il puisse s'occuper de sa mère malade, plutôt qu'une grande en Californie. Et Peg survit loin de Pork, dans des petits emplois pas trop réguliers, comme avec le Révérend Harold Mansell.
Dans les années 1990 (Exode), Andre refuse de divorcer de Claire, et Smoker, séparé de son épouse, Dede, part à la recherche de Raven ou Bird, sa fille de 12 ans.
Dans la recherche, ils capturent à main nue un ours, rencontrent Bump Raster, Burn le motard, Calvin le taulard (fils du Révérend Harold).
Harold le Prêcheur devrait être dans le Comté de Bonner (Idaho)...
Dans un monde préservé et dévasté pourtant, plusieurs vies chaotiques, dont celles de ces deux frères, puissants, violents, sauvages, rivaux, solidaires malgré tout, jusqu'à la mort peut-être.